# Matang Teungoh (Jeunieb)
Matang Teungoh is een bestuurslaag in het regentschap Bireuen van de provincie Atjeh, Indonesië. Matang Teungoh telt 353 inwoners (volkstelling 2010).